# رنتسو سامبو
رنتسو سامبو (ایتالیایی: Renzo Sambo؛ ‏تلفظ در ایتالیایی: [ˈrɛntso]؛ ‏زادهٔ ۱۷ ژانویهٔ ۱۹۴۲) شناگر اهل ایتالیا است.